# Ko Kham
Ko Kham (Thai: เกาะ ขาม) is een klein eiland in de buurt van Ko Mak, het maakt deel uit van de Thaise King Amphoe Ko Kut in de provincie Trat. Bij eb is mogelijk om vanaf Ko Mak hierheen te lopen. Het eiland wordt voornamelijk bezocht om te snorkelen, aangezien het enkele goede punten daarvoor bevat. Het strand aan de zuidkust van het eiland heeft een wit zandstrand met zwarte lavarotsen. Op het strand bevindt zich een grote hoeveelheid kreeften en andere schaaldieren. In het water liggen veel zee-egels, met een zwarte stekels die een grootte van 50 centimeter kunnen bereiken. Het is twijfelachtig of het eiland te bezoeken blijft, aangezien het in 2008 werd verkocht.